# Данилов, Михаил Васильевич (1722)
Михаил (Кузьма) Васильевич Данилов (1722, Харино, Московская губерния — 1 мая 1792 или не ранее 1790, Москва) — русский изобретатель в области артиллерии и пиротехники, мемуарист. Дядя П. Н. Каверина, шурин владимирского наместника А. Б. Самойлова.
Сын бедного дворянина из рода Даниловых; родился в Харино (ныне — в Венёвском районе Тульской области). В 1737 г. был определён в артиллерийскую школу. В 1743 г. он вышел из неё фурьером и поступил на службу, заключавшуюся в приготовлении военных разрывных снарядов, фейерверков, иллюминаций и т. д. С 1756 г. совместно с М. Г. Мартыновым и другими офицерами и техниками занимался конструированием артиллерийских орудий, были созданы орудия, известные под названием шуваловских единорогов (по имени генерал-фельдцейхмейстера П. И. Шувалова).
В 1759 г. вышел в отставку и в 1765 г. получил чин майора. Составил и напечатал первый русский курс артиллерии («Начальное знаніе теоріи и практики въ арт-ріи», 1762). Интересные «Записки артиллерии майора М. В. Д., написанные им в 1771 г.» изданы только в 1845 г. П. М. Строевым. Изложенные в форме генеалогии рода Даниловых, они заключают в себе много данных относительно быта и нравов провинциального общества XVIII в. Данилов, проведший детство у своих родственников, дворян-помещиков, сообщает целый ряд эпизодов и фактов из этой жизни: рисует яркую картину своего воспитания и воспитания своих сверстников-недорослей; выводит ряд типов, напоминающих типы комедий Д. И. Фонвизина и Екатерины II.

## Семья
Жена — Екатерина Семеновна Данилова (урожд. Носова) (ок. 1728 — 10.11.1794)
Дети:
- Федор.
- Михаил.
- Иван.
- Надежда. Жена Ивана Борисовича фон Рейхель, мать генерал-лейтенанта Сергея Ивановича фон Рейхель.
- Дарья.
- Елена.[2]

## Сочинения
- Записки Михаила Васильевича Данилова, артиллерии майора, написанные им в 1771 году (1722—1762). Казань, 1913.